# Barnyard commandos
Barnyard commandos (Barnyard commandos) est une série télévisée d'animation franco américaine en 13 épisodes de 23 minutes, créée par Larry Hama d'après la bande dessinée éponyme, produite par Hearst Entertainment Inc, IDDH, La Cinq, Fred Wolf Films. Diffusée à partir du 4 septembre 1990 en syndication.
En France, la série a été diffusée à partir du 5 septembre 1992 dans M6 Kid sur M6.
Rediffusion de décembre 1994 au 1er mars 1995 dans M6 Kid sur M6.

## Historique
Barnyard commandos est la conséquence des quotas de production française imposés à la fin des années 1980. La Cinq produira ainsi plusieurs dessins animés dont Manu, Bucky O'Hare, Barnyard Commandos et La petite boutique. Les deux derniers n'ayant pu être diffusés pour cause de dépôt de bilan, c'est M6 qui les récupèrera pour les diffuser en 1992-1993 dans M6 Kid.

## Synopsis
À la suite d'une expérience gouvernementale, la nourriture d'une ferme a été contaminée par des rayons gamma. Les animaux ont mangé cette nourriture laissée à l'abandon par le gouvernement, et ont muté en devenant super intelligents, et en se transformant en deux troupes d'élite paramilitaires opposées.
Les porcs se sont regroupés sous le nom de P.O.R.K.S (Platoon of rebel killer swine), et les béliers sous le nom de R.A.M.S. (Rebel Army of Military Sheep).

## Fiche technique
- Maison de production : Série Franco-Américaine 13 × 23 min (Hearst Entertainment Inc, IDDH, La Cinq, Fred Wolf Films)
- Année de production : 1990
- Auteur : Bruno René Huchez, Fred Wolf
- Réalisation : Bill Wolf
- Production : Bruno René Huchez, Fred Wolf
- Scénarios : France-Hélène Joubaud, Kevin Coupe
- Adaptation : France-Hélène Joubaud
- Direction de l'animation : Kent Butterworth, Bill Hutton, Bertrand Tager
- Musiques : Alexandre Révérend, Cyril de Turckheim
- Interprète du générique : Silou (la fille de Bruno René Huchez)

## Épisodes
1. Apommecalypse
2. Le secret suprême
3. Le Trésor de la montagne du Bel-Porc
4. Retour à la ferme
5. Le grand débat
6. Moutons noirs
7. Le magicien de Cochonoz
8. La femme fatale
9. Chronique des commandos
10. Du crassecorn et un film
11. Plus vite, plus haut, plus porc
12. L'agneau de Troie
13. Drôle d'appétit

## Voix françaises
- Narrateur : Serge Lhorca (voix 1)

- Porcs (P.O.R.K.S.)
  - Capitaine Triplelard : Patrick Préjean
  - Sergent Grasdouble : Jacques Richard

- Béliers (R.A.M.S.)
  - Sergent Pullover : Jacques Ferrière (voix 1), Patrice Baudrier (voix 2)
  - Sergent McCôtelettes, pilote du Bel-jet : Marc François (voix 1), Olivier Hémon (voix 2)

Et également 
- Michel Vocoret
- Philippe Dumat
- Bernard Bollet
- Jean-Paul Coquelin
- Michel Tugot-Doris